# Chế Mỗ
Jamo:229–230 (chữ Hán: 制某 / Chế Mỗ, ? - ?) là tên gọi theo Việt sử của một vương tử Champa. Ông cũng là vua Champa trong giai đoạn 1342 - 1353.

## Tiểu sử
Theo Việt sử, Chế Mỗ là con trai của Chế A Nan, ông được cha phong chức Bố điền (布田). Nhưng trong cuộc nội chiến kéo dài 6 năm với người anh rể Trà Hòa (tính từ thời điểm 1342 khi Trà Hòa tiếm ngôi), ông đã phải chuốc lấy thất bại cay đắng. Rốt cuộc, Chế Mỗ thua phải chạy sang Đại Việt xin nương tựa, Trà Hòa thừa thế càng vững ngôi:90–91. Có lẽ vì trước đó cha ông đã rất vất vả tìm kiếm tính chính đáng cho mình, vì Chế A Nan là người Đại Việt và không có huyết thống vương tộc, trong khi vua kế vị Trà Hòa lại thuộc dòng dõi vua Chế Mân. Vào năm 1353, ông dẫn quân Trần về nước với ý định chiếm lại ngôi vị, nhưng không may đạo quân này bị binh sĩ của vua Trà Hòa phục kích và đánh tan tác ở địa điểm nay là Cổ Lũy. Từ đó, Chế Mỗ đành an phận lưu vong vĩnh viễn nơi đất khách. Hiện chưa rõ ông sinh mất cụ thể vào những năm nào, chỉ biết chắc ông tạ thế ở Thăng Long.